# Panfilovia fasciata
Panfilovia fasciata là một loài côn trùng trong họ Panfiloviidae thuộc bộ Neuroptera. Loài này được Ponomarenko miêu tả năm 1996.